# Casco histórico de Vallecas
Casco Histórico de Vallecas es uno de los 3 barrios que conforman el distrito de Villa de Vallecas perteneciente al término municipal de Madrid. Corresponde a la trama urbana del casco antiguo del pueblo de Vallecas. Dentro de él se encuentra Mercamadrid, uno de los mercados de alimentos más grandes del mundo, con una destacable elevada actividad por la noche. También se encuentran monumentos como la iglesia San Pedro Ad Vincula.

## Límites
El barrio está limitado al oeste con Villaverde, al sur con Rivas-Vaciamadrid, al este con la A-3 y al norte con la M-40.
Administrativamente limita con los barrios del Ensanche de Vallecas y Santa Eugenia, y con los distritos 
de Puente de Vallecas, Usera, Villaverde y Vicálvaro, así como con el municipio de Rivas-Vaciamadrid.